# Canche (Saona e Loira)
La Canche è un fiume francese che scorre interamente nel nord del dipartimento della Saona e Loira, nel Parco naturale regionale del Morvan. Essa si congiunge alla Chaloire a La Celle-en-Morvan per formare la Celle, che a sua volta è un affluente dell'Arroux, che si getta nella Loira.
Non si deve confondere questa Canche con la Canche, fiume costiero del Pas-de-Calais, che si getta nella Manica.

## Geografia

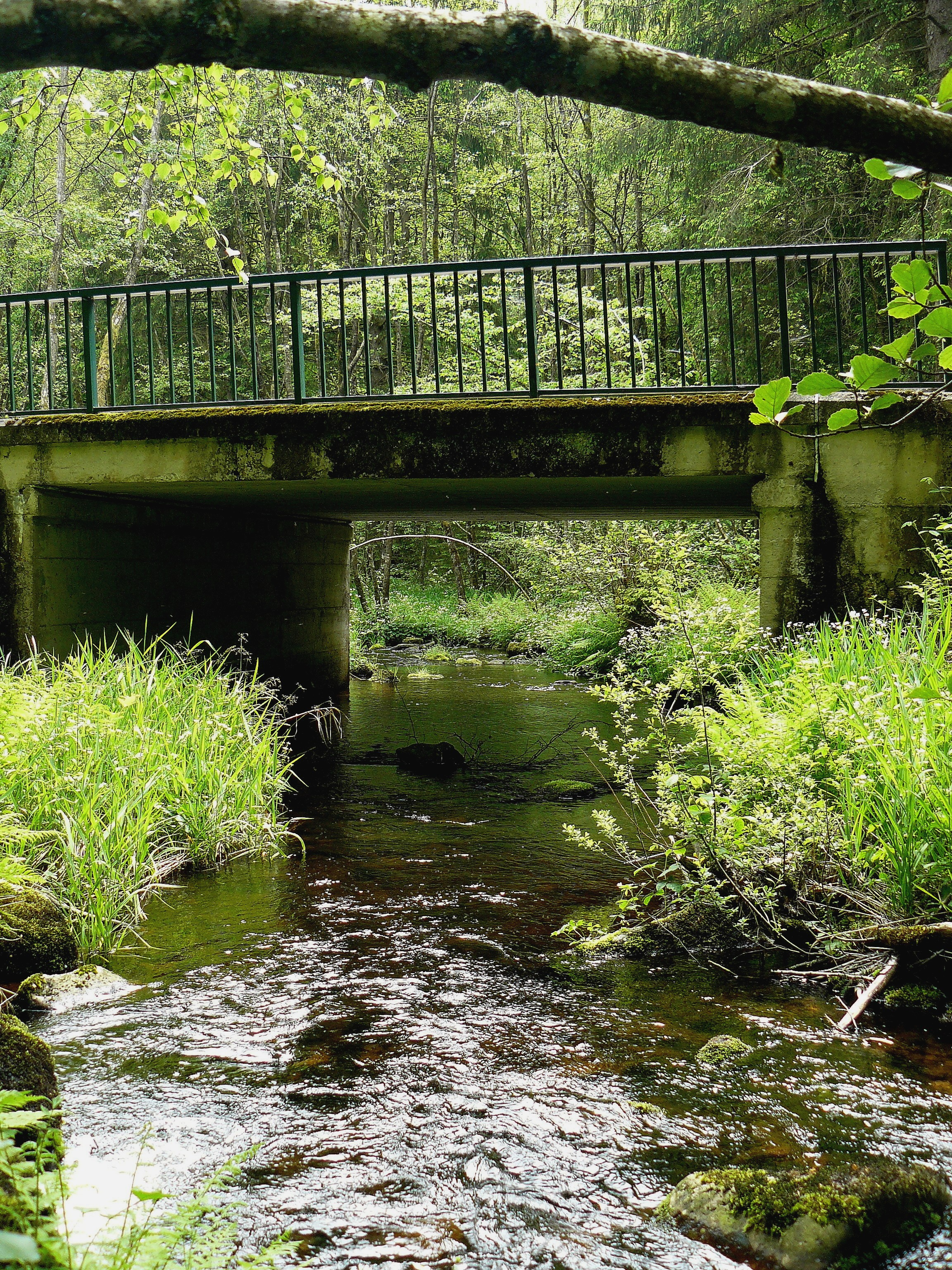
Ponte sulla strada dipartimentale D179, al di sotto della diga.

La Canche ha la sua sorgente nella foresta demaniale di Saint-Prix, sulle pendici dell'Haut-Folin, punto culminante del Morvan, a circa 800 m s.l.m.. Giunta alla località La Croisette, scorre in direzione nord-est fino a  Roussillon-en-Morvan ove piega verso est. La sua lunghezza totale è di 15.2 km.
A monte di Roussillon-en-Morvan il suo corso è interrotto da uno sbarramento idroelettrico  dopo il quale essa s'infila nel massiccio granitico attraverso gole boschive pittoresche (Gole della Canche) per circa due chilometri, fino alla centrale EDF. La cascata detta "Salto della Canche" si trova a metà percorso. Nella parte inferiore si trovano le marmitte dei giganti (o "del diavolo"), create dai vortici del fiume.
Il corso superiore della Canche è affiancato dalla strada dipartimentale D179. Un sentiero per escursionisti (detto "sentiero sportivo", percorre il fondo delle gole. A partire da Roussillon, è la D978 che l'accompagna fino alla Celle.
La confluenza con la Chaloire si trova a 330 m circa s.l.m.
Le gole della Canche sono considerate riserva biologica demaniale e fanno parte dei siti della rete Natura 2000.
A monte dello sbarramento idroelettrico si trovano alcune torbiere, create dal suolo acido e da condizioni climatiche particolari.

### Comuni attraversati
- Roussillon-en-Morvan
- La Celle-en-Morvan

## Fauna
Le acque della Canche ospitano lo scazzone di fiume e la trota, pesci caratteristici delle acque fredde e molto ossigenate. In prossimità del fiume si può incontrare anche il merlo acquaiolo e la valle è spesso sorvolata dai bianconi.